# Solidariusz
Solidariusz – polskie imię męskie, stworzone w latach 80. XX wieku na cześć NSZZ „Solidarność”. Jego nadawanie uznawane było za akt oporu przeciwko władzy PZPR i powodowało opór urzędników stanu cywilnego. Orzecznictwo Naczelnego Sądu Administracyjnego dopuściło jednak jego nadawanie.
Solidariusz imieniny obchodzi 31 sierpnia.